# Käpt’n Pulverfaß
Käpt'n Pulverfaß (englischer Originaltitel Captain Pugwash: A Pirate Story) ist das erste Buch aus der gleichnamigen Bilderbuch-Reihe des schottischen Kinderbuchautors und Illustrators John Ryan, das 1957 beim Verlag Bodley Head veröffentlicht wurde. Die deutsche Erstausgabe erschien 1957 beim Herder Verlag unter dem Titel Kapitän Seebär.

## Inhalt
Käpt'n Pulverfaß hält sich für den schönsten und tapfersten Piraten sämtlicher Meere. In Wirklichkeit ist er nicht gerade mutig und schon gar nicht mit Klugheit gesegnet. So wie der Rest der ziemlich faulen Crew seines Piratenschiffs – mit Ausnahme des Schiffsjungen Tom, der ein helles Köpfchen ist. Käpt'n Pulverfaß steuert sein Schiff durch die Karibik, wo er wie üblich auf der Suche nach Schätzen ist. Dabei jedoch immer auf der Hut vor anderen Seeräubern, insbesondere vor dem gefürchteten Piraten Schwarzbart. Da entdeckt Tom vom Ausguck mit seinem Fernrohr ein Schiff, auf dem es golden glänzt und keine Seele zu sehen ist. Käpt'n Pulverfaß ist sofort Feuer und Flamme und beschließt, alleine zum herrenlosen Schiff zu rudern, um die erträumten Schätze nicht mit dem Rest der Mannschaft teilen zu müssen. Doch Tom, der ohnehin kein Interesse an dem Schatz hat, überredet den Kapitän, zur Sicherheit mitzukommen und das Ruder zu übernehmen. Als Käpt'n Pulverfaß an Bord des fremden Schiffs geht, findet er tatsächlich haufenweise Gold und Juwelen vor. Doch zu seinem Entsetzen wird er plötzlich von Schwarzbart und seinen Piraten überfallen, die sich versteckt haben, um ihm eine Falle zu stellen. Er wird gefangen genommen und die Seeräuber beschließen, ihn über die Planke gehen zu lassen. Damit er nach dem Sturz ins Meer auch bestimmt untergeht, stopfen ihm die Piraten jede Menge Gold, Silber und Edelsteine in seine Taschen und Stiefel. Das Ende für Käpt'n Pulverfaß scheint gekommen, doch die Seeräuber bemerken in ihrem Jubel über den gelungenen Coup nicht, dass Tom seinen Kapitän aus dem Wasser fischt und mit ihm schnell zu ihrem Schiff zurückrudert. Erst nach einiger Zeit entdecken Schwarzbart und seine Leute die Fliehenden. Sofort werden die Kanonen geladen, doch alle Schüsse gehen fehl. Da nimmt Schwarzbart eine besonders große Kanonenkugel, um Tom und Käpt'n Pulverfaß doch noch zu treffen – doch diese ist zu groß für die Kanone, die daraufhin explodiert und Schwarzbart und seinen Seeräubern das Bewusstsein raubt. Zurück auf seinem Schiff leert Käpt'n Pulverfaß seine Stiefel und Taschen und brüstet sich gegenüber seiner Crew, wie klug er zu diesem Schatz gekommen sei und dass sich der dumme Pirat Schwarzbart mehr ins Zeug legen müsse, um ihn zu fangen.

## Entstehung
Ryan war zeit seines Lebens von Schiffen und Seeräubern begeistert. Als seine Familie von seiner Geburtsstadt Edinburgh nach Marokko übersiedelte, hielt er von seinem Schlafzimmerfenster aus stets Ausschau nach einem echten Piratenschiff. Die Geschichten rund um Käpt'n Pulverfaß erschienen ursprünglich (ab 1950) als Comicstrips in der englischen Zeitschrift The Eagle.

## Rezeption
Victoria Neumark schreibt in ihrer Rezension: „John Ryans vielseitige, einfallsreiche Sprache, die sich durch viele lustige, alliterative Wortreihungen auszeichnet, macht das Lesen seit Generationen für Kinder zum Vergnügen […] Käpt'n Pulverfaß ist gute, harmlose Unterhaltung.“

## Referenzen
Käpt'n Pulverfaß ist in dem literarischen Nachschlagewerk 1001 Kinder- und Jugendbücher – Lies uns, bevor Du erwachsen bist! für die Altersstufe 5+ Jahre enthalten.

## Ausgaben
- Captain Pugwash. A Pirate Story. Bodley Head, UK 1957 (englisch).
- Kapitän Seebär. Herder, Freiburg 1957.

## Adaptionen
Die BBC erstellte von 1957 bis 1975 die animierte Fernsehserie Captain Pugwash mit insgesamt fünf Staffeln. Ryan kreierte dafür eine eigene Animationsmethode, bei der ausgeschnittene Figuren vor gemalter Kulisse mit Hilfe von Hebeln aus Pappe bewegt wurden.